# Infanterie-Leib-Regiment „Großherzogin“ (3. Großherzoglich Hessisches) Nr. 117

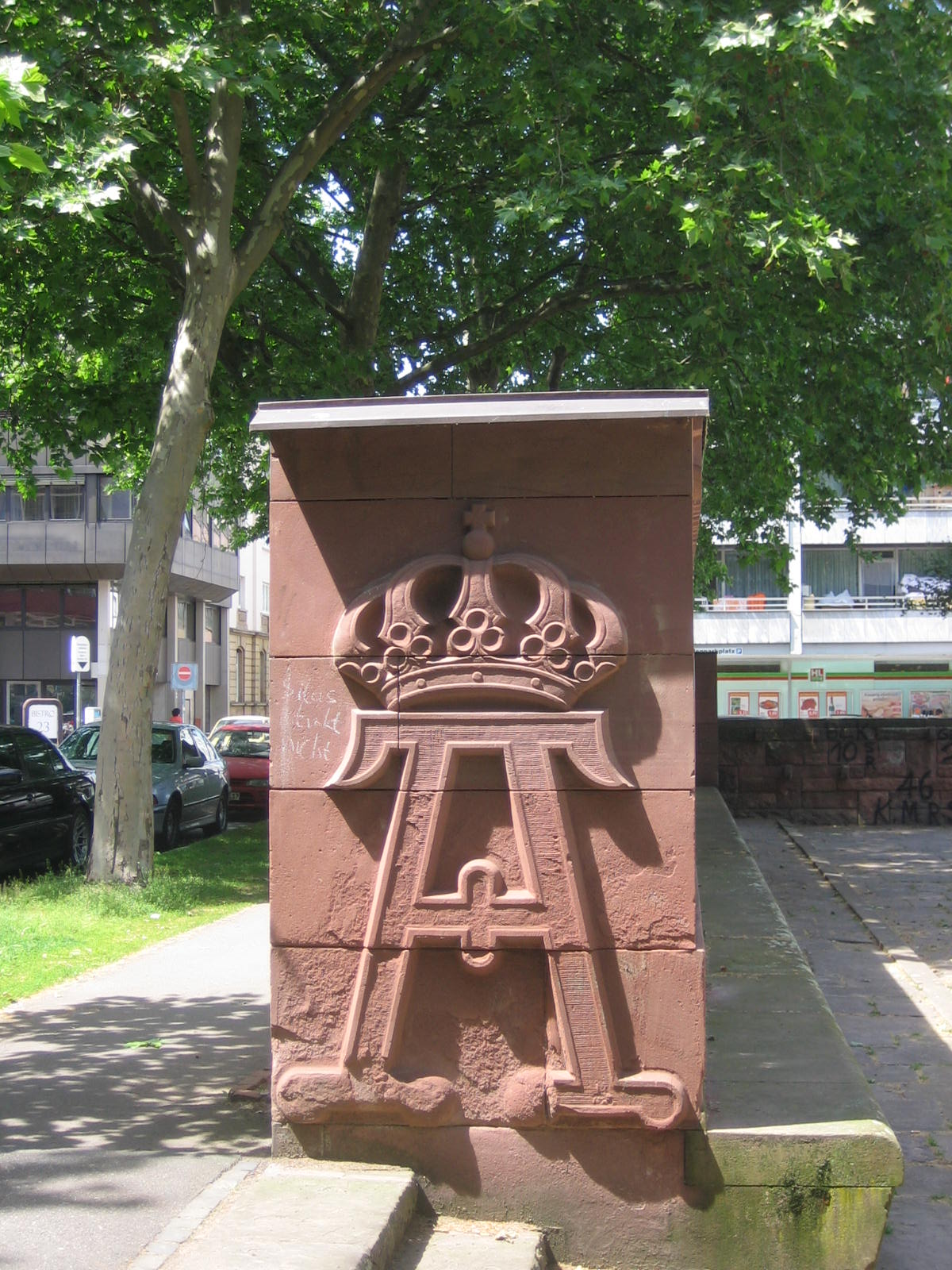
„A“ für Alice als Insigne des Regiments

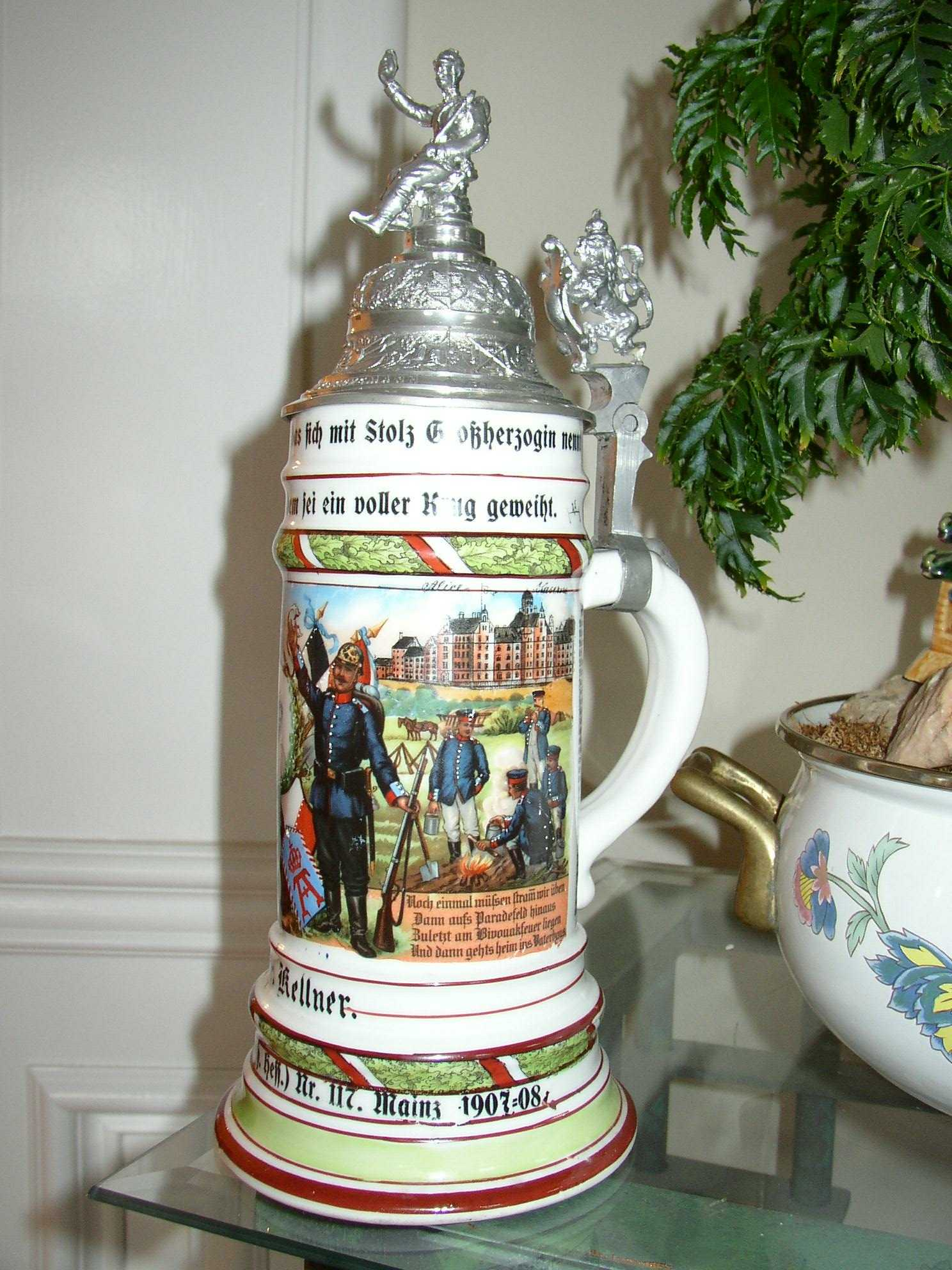
Reservistenkrug der 117er: Regimentsangehörige vor der Alice-Kaserne Mainz

Das 3. Großherzoglich-Hessische Infanterie-Leibregiment Nr. 117 „Großherzogin“ war ein Infanterieverband der Armee des Großherzogtums Hessen und wurde im Anschluss an die Militärkonvention 1867 unter preußisches Kommando gestellt. Es gehörte zur Mainzer Garnison und war vorwiegend dort bis 1918 stationiert.

## Geschichte

### Aufstellung
Gründungstag war der 10. Juni 1697. Ursprünglich bestand das Regiment aus drei Stammkompanien, auch Kreiskompanien genannt. Diese existierten bereits im 17. Jahrhundert und kämpften im Türkenkrieg 1663/1664 sowie 1677–79 gegen die Franzosen. 1683–88 kämpften sie erneut gegen die Türken bei Wien und in Ungarn und anschließend im Pfälzischen Erbfolgekrieg bei Mainz und Rheinfels und in den Reunionskriegen in den Niederlanden gegen die Franzosen.

### Name

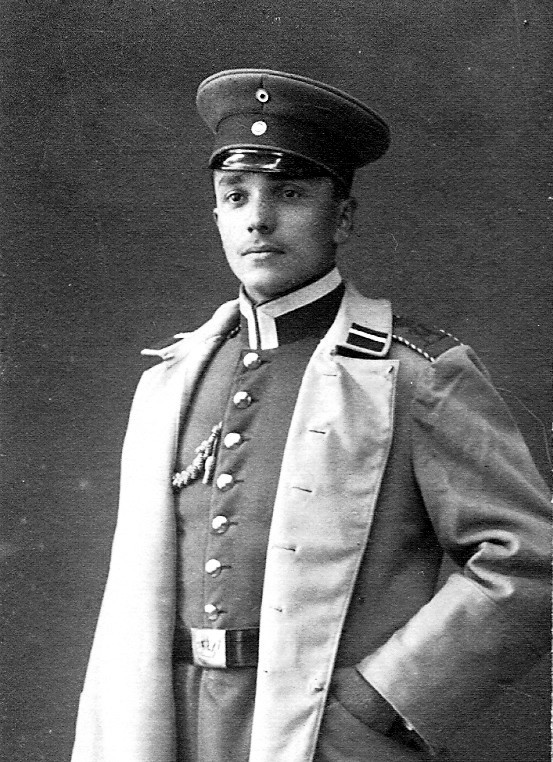
Regimentsuniform

Im Jahr 1806 wurde dem Regiment von Großherzog Ludwig I. der Name „Leibregiment“ verliehen. Das Regiment erwarb sich bei den Überschwemmungsereignissen von 1882 besondere Verdienste um seine Garnisonsstadt Mainz. Aus Anlass des zweihundertjährigen Bestehens des Regiments am 11. Juni 1897 wurde es als Ausdruck des Dankes dafür neu benannt. Großherzog Ernst Ludwig von Hessen und bei Rhein setzte die Großherzogin Victoria Melita zum ersten Regimentsinhaber ein.
Die Widmung „Großherzogin“ kam am 15. Februar 1902, kurz nach der Trennung (1901) des großherzoglichen Paars. Dem Regiment wurde der Namenszug der Großherzogin Alice verliehen. Die offizielle Order hieß:
Das 3. Großherzoglich Hessische Infanterie-Regiment (Leib-Regiment) Nr. 117 hat für die Folge den Namen Infanterie-Leibregiment Großherzogin (3. Großherzoglich Hessisches) Nr. 117 zuführen.
Das Regiment wurde aufgrund der Farbe ihrer Rangabzeichen, Aufschläge und Schulterstücke auch die „Blauen“ genannt. Diese Kurzform diente zur einfachen Unterscheidung der Regimenter. In Mainz gab es auch noch die „Roten“ und „Grünen“ (Rote und Grüne Kaserne) nach der Farbe der großherzoglichen Regimenter. In den 42 Jahren ihrer Mainzer Garnisonszeit erhielt das Regiment auch den Spitznamen „Hackelbube“. Er weist darauf hin, dass ein großer Teil des Personals aus dem Odenwald stammte, der für seine Tannenzapfen (Hackeln) bekannt war, die damals von fahrenden Händlern in Mainz zum Feuermachen angeboten wurden.

### Garnisonen

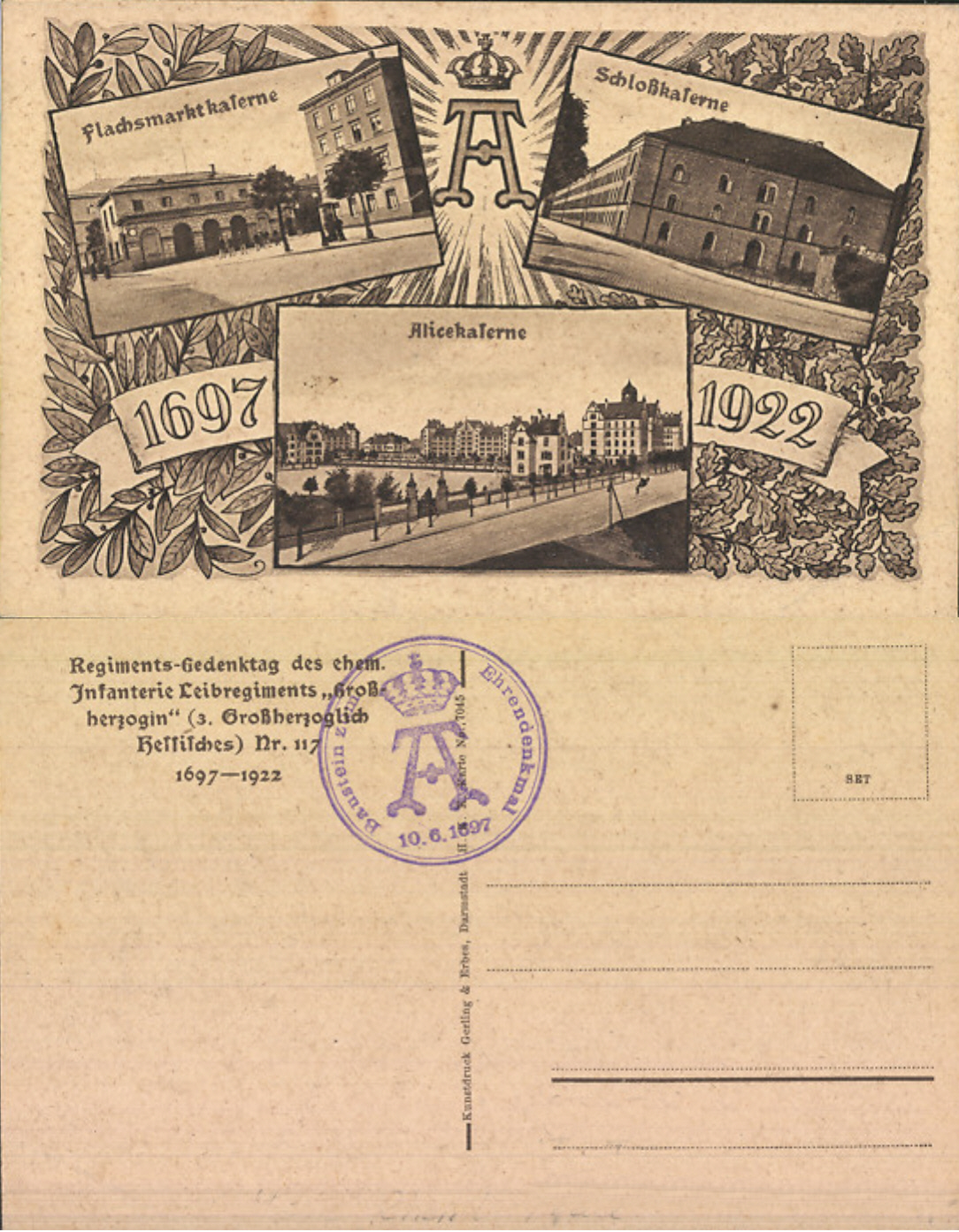
Jubiläumskarte 1922

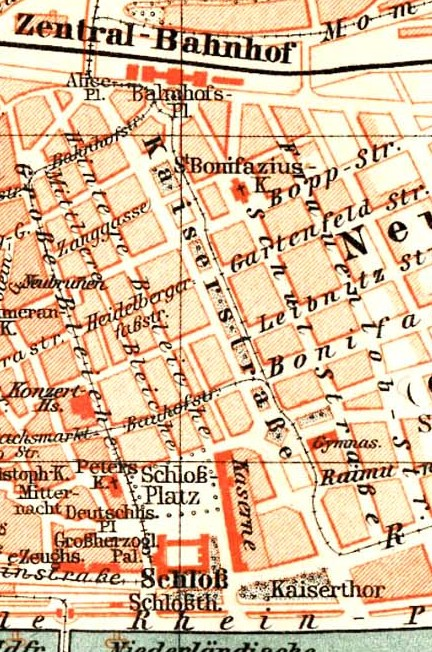
Der Schlossplatz mit Kriegshospitalkaserne bis 1898

Das Regiment war bis 1821 in Gießen kaserniert, von 1821 bis 1860 in Worms und von 1860 bis 1872 in Darmstadt, bevor es nach dem Deutsch-Französischen Krieg am 1. Oktober 1872 in seine letzte Garnison, in Mainz, einrückte. Auch dort war es in verschiedenen Kasernen einquartiert, in Schloßkaserne (bis zu deren Abbruch am 5. Oktober 1903) und Alexanderkaserne, einzelne Regimentsteile aber auch in der Flachsmarktkaserne. Nach Fertigstellung der Alicekaserne in der Mainzer Neustadt im Jahr 1903 kam der letzte Umzug.

### Spanischer Erbfolgekrieg
- 1702/04 Belagerungen von Landau in der Pfalz

### Siebenjähriger Krieg
- Schlacht bei Roßbach

### Erster Koalitionskrieg
- 1793 Belagerung von Mainz

### Fünfter Koalitionskrieg
- 1809 Schlacht bei Aspern
- 1809 Schlacht bei Wagram

### Napoléons Russlandfeldzug
- 1812 Schlacht bei Krasny
- 1812 Schlacht an der Beresina

### Befreiungskriege
- 1813 Schlacht bei Großgörschen und Völkerschlacht bei Leipzig
- 1814 Gefechte bei St. Georges und Limonest

### Bürgerkrieg 1849
- 1849 Ober-Laudenbacher Gefecht

### Deutscher Krieg 1866
- Gefecht bei Frohnhofen

### Deutsch-Französischer Krieg 1870/71
- Schlacht bei Gravelotte
- Schlacht bei Noisseville
- Schlacht bei Orléans

### Erster Weltkrieg
Im Verbund mit der 50. Infanterie-Brigade (2. Großherzoglich Hessische) machte das Regiment am 2. August 1914 mobil. Im Verlauf des Krieges änderte sich das Unterstellungsverhältnis und der Verband war ab dem 7. März 1915 der 49. Infanterie-Brigade (1. Großherzoglich Hessische) zugeteilt.
- 1914 Erste Schlacht an der Marne
- 1914/15 Stellungskämpfe vor Roye, Sturm auf Chaulnes (Département Somme)
- 1916 Schlacht um Verdun

21. Februar im Caureswald
22. Februar im Wavrillewald bei Beaumont
24. Februar bei Beaumont
25. Februar bei Louvemont
12. April die 9. Kompanie vor dem M-Raum
- 1916 Schlacht an der Somme
- 1917 Dritte Flandernschlacht

4. Oktober im Houthoulster Wald
- 1918

21. März bei Estrées (südlich Cambrai)

### Verbleib
Nach Kriegsende marschierten die Reste des Regiments in die Heimat zurück. Bereits am 9. Dezember 1918 wurde das III. Bataillon offiziell aufgelöst. Nachdem die ehemalige Garnison Mainz in der entmilitarisierten Zone lag, erfolgte die Demobilisierung des I. Bataillons ab 13. Dezember 1918 in Hachenburg, die des II. Bataillons ab 17. Dezember 1918 in Limburg an der Lahn. Der Regimentsstab befand sich seit Mitte Januar 1919 in Friedberg wurde dort demobilisiert und das Regiment schließlich am 30. April 1919 aufgelöst.
Aus demobilisierten Teilen wurden im Februar 1919 das I. und II. Freiwilligen-Bataillon mit 1. und 2. MG- sowie einer MW-Kompanie gebildet. Diese traten zum Freikorps Hessen über und wurden als Grenzschutz im Westerwald eingesetzt. Außerdem bildete sich noch eine Freiwilligen-Kompanie „Wiedmann“. Die beiden Freiwilligen-Bataillone gingen mit der Bildung der Vorläufigen Reichswehr im Reichswehr-Schützen-Regiment 36 auf. Die Freiwilligen-Kompanie wurde in das IV. Bataillon des Reichswehr-Infanterie-Regiments 101 übernommen.
Die Tradition übernahm in der Reichswehr durch Erlass des Chefs der Heeresleitung General der Infanterie Hans von Seeckt vom 24. August 1921 die 12., 14. und 15. Kompanie des 15. Infanterie-Regiments.

## Kommandeure

Oberst Wigand von Gersdorff

| Dienstgrad            | Name                        | Datum                                                            |
| --------------------- | --------------------------- | ---------------------------------------------------------------- |
| Oberst                | Friedrich von Nagel         | 01. Juni 1803 bis 19. März 1809                                  |
| Oberstleutnant        | Friedrich Franz Adold Beck  | 20. März 1809 bis 24. März 1811                                  |
| Oberst                | Ludwig von Gall             | 25. März 1811 bis 29. Dezember 1813                              |
| Oberstleutnant/Oberst | Christian Zimmermann        | 30. Dezember 1813 bis 17. November 1829                          |
| Oberstleutnant/Oberst | Friedrich Koeniger          | 18. November 1829 bis 30. Juni 1838                              |
| Oberst                | Ernst Roeder von Diersburg  | 01. August 1838 bis 15. August 1843                              |
| Oberst                | Karl Keim                   | 16. August 1843 bis 19. Februar 1847                             |
| Oberst                | Julius Alexander Gerlach    | 20. Februar 1847 bis 2. April 1849                               |
| Oberst                | Georg Dingeldey             | 03. April 1849 bis 31. Dezember 1853                             |
| Oberstleutnant/Oberst | Wilhelm von Gerlach         | 01. Januar 1853 bis 30. April 1859                               |
| Oberstleutnant        | Georg Fenner                | 01. Mai 1859 bis 18. November 1864                               |
| Oberst                | Wolf von Ochsenstein        | 19. November 1864 bis 23. Januar 1867                            |
| Oberst                | Georg Julius Eduar Laue     | 24. Januar 1867 bis 9. November 1869                             |
| Oberst                | Ludwig von Lyncker          | 10. November 1869 bis 18. Juli 1870 (mit der Führung beauftragt) |
| Oberst                | Karl Justus Friedrich Stamm | 24. Juli bis 10. September 1870                                  |
| Oberst                | Wilhelm Ernst Winter        | 23. September 1870 bis 9. Juni 1873                              |
| Oberstleutnant/Oberst | Ludwig Erhardt              | 10. Juni 1873 bis 14. Oktober 1879                               |
| Oberst                | Julius von Westernhagen     | 16. Oktober 1879 bis 15. Juni 1884                               |
| Oberst                | Rudolf Winterfeld           | 16. Juni 1884 bis 17. August 1885                                |
| Oberst                | Eduard Michaelis            | 18. August 1885 bis 12. Dezember 1888                            |
| Oberst                | Robert von Wurmb            | 13. Dezember 1888 bis 30. Juli 1891                              |
| Oberst                | Ernst Bock von Wülfingen    | 01. August 1891 bis 17. August 1895                              |
| Oberst                | Josias von Heeringen        | 18. August 1895 bis 4. April 1898                                |
| Oberst                | Emil Kutzen                 | 05. April 1898 bis 17. Mai 1901                                  |
| Oberst                | Wigand von Gersdorff        | 18. Mai 1901 bis 21. April 1905                                  |
| Oberst                | Ferdinand von Schlutterbach | 22. April 1905 bis 28. Februar 1909                              |
| Oberst                | Richard Herhudt von Rohden  | 01. März 1909 bis 30. September 1912                             |
| Oberst                | Emmerich Raitz von Frentz   | 01. Oktober 1912 bis 29. Mai 1914                                |
| Oberst                | Rüdiger von Tiedemann       | 30. Mai 1914 bis 29. März 1916                                   |
| Major                 | Schmidt                     | 30. März bis 9. September 1916                                   |
| Oberstleutnant        | Julius Andreae              | 10. September 1916 bis 22. Januar 1917                           |
| Oberstleutnant        | Roderich Jachmann           | 23. Januar bis 22. April 1917                                    |
| Oberst                | Günther Klotz               | 23. April 1917 bis 14. Februar 1918                              |
| Oberstleutnant        | Peter Scheunemann           | 15. Februar bis 23. Dezember 1918                                |
| Oberstleutnant        | Paul Platz                  | 10. Januar bis April 1919                                        |

## Uniform
Als das Regiment 1806 seinen Namen erhielt, änderten sich auch die Uniformen. Statt weißer erhielten sie nun blaue Aufschläge. 1897 wurde das Regiment zum 200-jährigen Bestehen umbenannt. Der Namenszug wurde von da an auf Epauletten und Schulterstücken der Offiziere sowie auf den Schulterklappen der Mannschaft getragen. Von 1902 an wurde auf Epauletten, Schulterstücken und den Schulterklappen ein gekröntes „A“ für „Alice“ getragen.

## Denkmal
Als „Regiment Landgraf“ kämpfte der Verband in den Jahren 1790 bis 1806 die Auseinandersetzungen zwischen Frankreich und der Koalition durch. Die älteste Erinnerungsstätte des Regiments, das Hessendenkmal, befindet sich in der Nähe von Finthen und wurde im Jahr 1858 errichtet. Es soll an das Lager der Hessen bei der Belagerung von Mainz im Jahre 1793 erinnern.

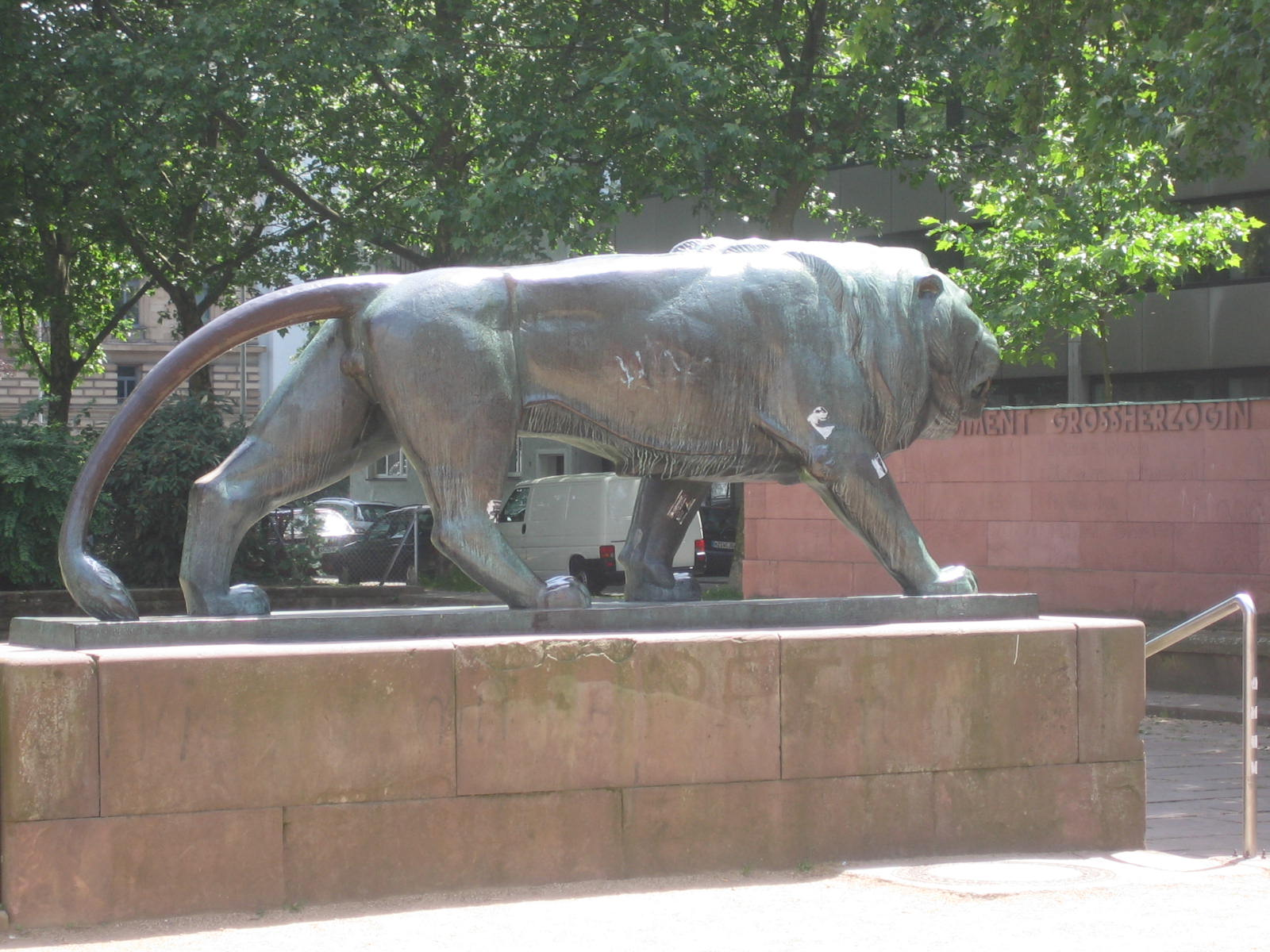
Großherzoglich-Hessischer Löwe als Insigne des Regiments im 117er-Ehrenhof

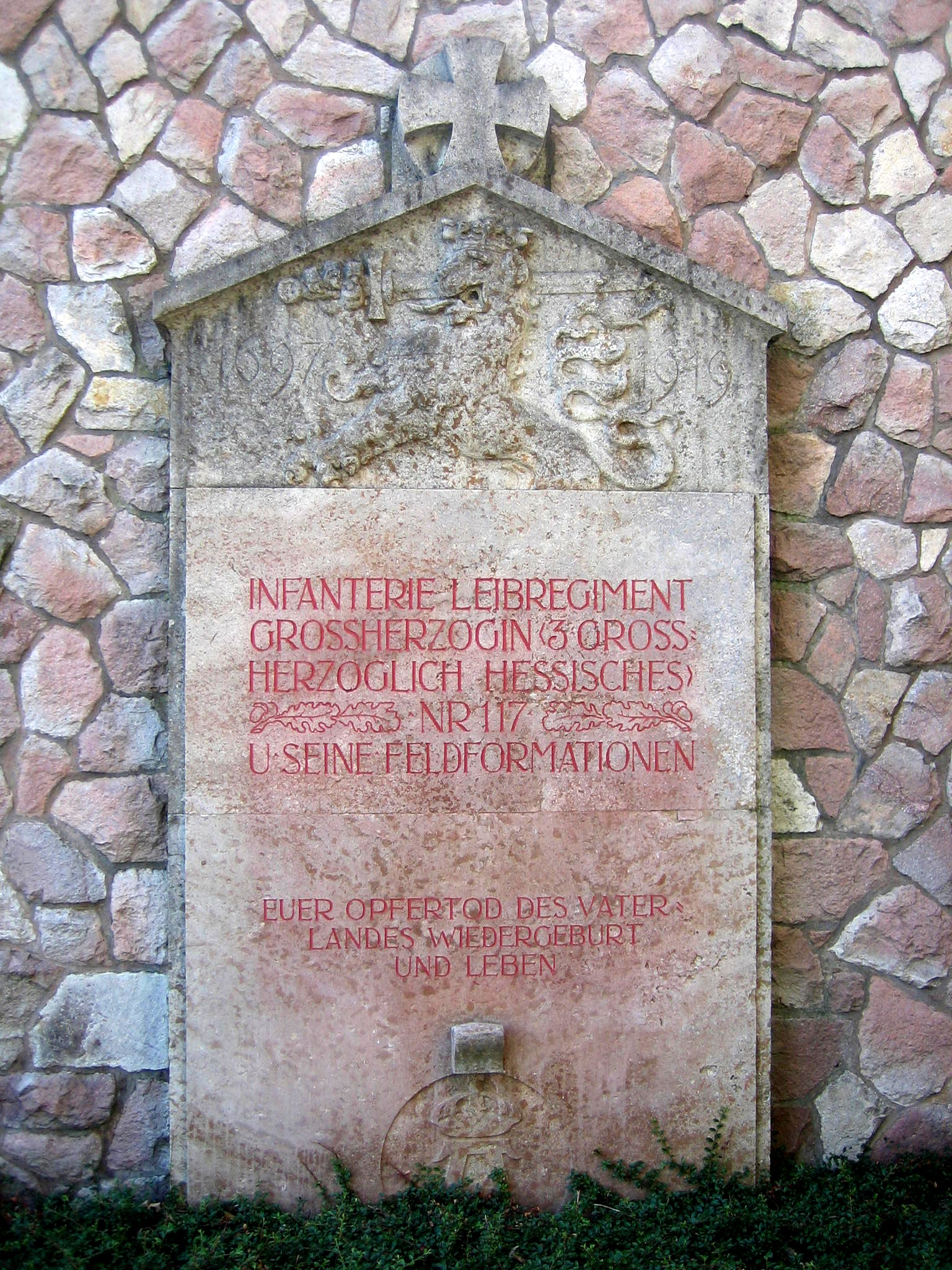
Gedenkstein im Ehrenhof auf dem Mainzer Hauptfriedhof

1933 wurde vor dem Rabanus-Maurus-Gymnasium der „117er-Ehrenhof“ eingeweiht. Die Anlage ist in Buntsandstein gehalten und mit einem bronzenen hessischen Löwen als Wächter ausgestattet. Auf den Sandsteinplatten sind die Gefechte des Regiments mit Datum verzeichnet. Der Ehrenhof soll die Schlachten und die Toten des Mainzer „Traditionsregimentes 117“ erinnern. Es war vorgesehen, dass die SA-Standarte 117 „Rheinhessen“ an die Regimentstradition anknüpfen sollte. Die Geschichte von Mainz als Garnisons- und Festungsstandort sollte so von den Nationalsozialisten gezielt instrumentalisiert und benutzt werden. Die Mainzer Presse berichtete in diesem Zusammenhang über die reiche Festungsgeschichte, insbesondere als 1936 erstmals nach dem Weltkrieg wieder deutsche Soldaten in Mainz einquartiert wurden.